# LinuxExpres
LinuxExpres – dawny czeski miesięcznik i obecny portal internetowy poświęcony tematyce otwartego oprogramowania i Linuksa. Pierwotnym wydawcą LinuxExpres było QCM; w 2013 r. magazyn internetowy dołączył do portfolio wydawnictwa CCB.
Czasopismo w postaci drukowanej ukazywało się do 2007 roku.

## Historia
LinuxExpres wychodził jako miesięcznik w formie drukowanej od grudnia 2004 do lipca 2007. W sumie ukazały się 33 numery czasopisma. Pierwotnym wydawcą była firma QCM s.r.o, przy czym w 2009 roku kontrolę nad treścią przejął Liberix. W kwietniu 2013 roku wydawcą zostało przedsiębiorstwo CCB spol. s r.o.
LinuxExpres był jedynym pierwotnie czeskim czasopismem poświęconym tematyce open source. W 2007 roku ze względów ekonomicznych zdecydowano o zaniechaniu wydawania pisma w formie drukowanej na rzecz publikacji za pośrednictwem portalu LinuxEXPRES.cz.